# Эггиман, Оливер
О́ливер Э́ггиман (нем. Olivier Eggimann, 28 января 1919, Ренан, Во — 6 апреля 2002, Ренан, Во) — швейцарский футболист, игравший на позиции полузащитника. Участник чемпионатов мира 1950 и 1954 годов в составе национальной сборной Швейцарии.

## Клубная карьера
Оливер Эггиман вырос в Ренане, пригороде Лозанны. Начал играть в футбол в молодёжной секции местного клуба «Ренан». В 1936 году перешёл в клуб «Лозанна» за 900 франков, что помогло его бывшему клубу закрыть свой долг. В этой команде вскоре дебютировал в профессиональном футболе, а в 1939 году перешёл в команду «Янг Бойз», в которой провёл два сезона. В 1941 году вернулся в «Лозанну», долгие годы оставаясь игроком основного состава и отличившись 27 раз в 169 матчах. В составе команды стал чемпионом Швейцарии и дважды обладателем Кубка Швейцарии.
Изначально Эггиман играл на позиции нападающего, но тренер национальной сборной Карл Раппан переместил его на позицию центрального полузащитника, которая впоследствии стала основной. В период с 1948 по 1952 год играл в составе «Серветта». В течение этих лет прибавил к перечню своих трофеев титул чемпиона Швейцарии и стал обладателем Кубка Швейцарии. С 1952 по 1953 год выступал во втором швейцарском дивизионе за клуб из Лозанны «Малли».
Завершил профессиональную игровую карьеру в клубе «Ла-Шо-де-Фон», за который выступал в течение 1953—1956 годов и завоевал в его составе два титула чемпиона Швейцарии и Кубок Швейцарии. Эггиман был известен как «футболист-марафонец», отличаясь своей выносливостью и ни разу не получив травму в своей карьере.

## Карьера в сборной
20 апреля 1941 года дебютировал в официальных матчах в составе национальной сборной Швейцарии против Германии (2:1). В течение карьеры в национальной команде провёл в её форме 44 матча.
В составе сборной был участником чемпионата мира 1950 года в Бразилии, где сыграл с Югославией (0:3), Бразилией (2:2) и Мексикой (2:1) и чемпионата мира 1954 года в Швейцарии, где сыграл с Италией (4:1), Англией (0:2) и в четвертьфинале с Австрией (5:7). В последних четырёх матчах выводил свою сборную на поле с капитанской повязкой.
После футбольной карьеры был заместителем директора завода по производству цистерн. Умер 16 апреля 2002 года на 84-м году жизни.

## Достижения
«Лозанна»
- Чемпион Швейцарии: 1943/44
- Обладатель Кубка Швейцарии: 1938/39, 1943/44

«Серветт»
- Чемпион Швейцарии: 1949/50
- Обладатель Кубка Швейцарии: 1948/49

«Ла-Шо-де-Фон»
- Чемпион Швейцарии: 1953/54, 1954/55
- Обладатель Кубка Швейцарии: 1953/54, 1954/55